# Pixel (prima generazione)
Il Pixel ed il Pixel XL sono due smartphone Android progettati, sviluppati e commercializzati da Google. Sono stati annunciati in un evento stampa il 4 ottobre 2016 e hanno inaugurato la linea Google Pixel, sostituendo i Nexus. Gli smartphone sono stati sostituiti dal Pixel 2 nel 2017.

## Storia
Google ha da sempre collaborato con alcuni original equipment manufacturer quali HTC, Samsung, LG, ASUS, Motorola e Huawei per produrre i dispositivi Google Nexus, supportati a livello software da Google stessa e progettati per essere i dispositivi Android di riferimento nel mercato, tuttavia questi mantenevano moltissime similarità a livello hardware rispetto ai top di gamma del brand che li produceva. Rick Osterloh, ex presidente di Motorola, è entrato a far parte di Google come responsabile della divisione hardware nell'aprile 2016. Osterloh avviò lo sviluppo di un ecosistema di prodotti, tra cui la famiglia di altoparlanti intelligenti Google Home — basati sull'Assistente Google — e Google Daydream, una nuova piattaforma di realtà virtuale. I Google Pixel sono stati annunciati il 4 ottobre dello stesso anno e sono i primi dispositivi ad eseguire nativamente Android Nougat.
Osterloh ha dichiarato in un'intervista a The Verge che "gran parte dell'innovazione che vogliamo fare ora finisce per richiedere il controllo dell'esperienza utente end-to-end". The Verge ha scritto che la gamma Nexus aveva "adempiuto alla sua missione", un portavoce di Google affermò infatti che "non ci sarebbero state intenzioni di realizzare un altro Nexus". Il Pixel è stato progettato e commercializzato come un prodotto Google. Google ha collaborato con HTC per lo sviluppo, affermando però che i Pixel non sono basati su alcuno smartphone HTC. Ha poi proposto a Huawei di produrre i dispositivi, la quale davanti alla mancata concessione del co-branding ha rifiutato l'offerta.
Negli Stati Uniti, Pixel è un'esclusiva di Verizon e Project Fi, ma è anche disponibile alla vendita al dettaglio tramite Google Store e Best Buy.
Il 4 ottobre 2017 Google ha annunciato i Pixel 2 e Pixel 2 XL, che succedono ai Pixel di prima generazione. Pixel e Pixel XL sono stati rimossi dal Google Store l'11 aprile 2018.

## Specifiche

### Hardware
I Pixel utilizzano uno chassis in alluminio, con un pannello in vetro sulla parte posteriore che ospita la fotocamera e il sensore di impronte digitali chiamato "Pixel Imprint". I telefoni dispongono del connettore USB-C che supporta lo standard USB 3.0, utilizzabile per l'alimentazione e lo scambio di dati. È poi dotato del connettore Jack da 3.5 mm al contrario del diretto rivale iPhone 7, che invece ne è stato privato. Pixel e Pixel XL utilizzano entrambi il system-on-a-chip Qualcomm Snapdragon 821, con 4 GB di memoria RAM. Sono offerti con uno storage di 32 o 128 GB di memoria interna UFS 2.0.
I due modelli si differenziano per diagonale di schermo e dimensione della batteria. Il display del Pixel standard misura 5 pollici ed ha una risoluzione Full HD, mentre la batteria ha una capienza di 2770 milliamperora. Il Pixel XL ha invece un display da 5,5 pollici ed una batteria da 3450 milliamperora.
Entrambi dispongono di una fotocamera posteriore da 12,3 megapixel, ovvero un sensore Sony IMX378 con un rapporto focale f/2.0. Dispone di uno stabilizzatore d'immagine collegato al giroscopio e ai sensori di movimento a una frequenza di campionamento di 200 Hz. Per migliorare la velocità di scatto, vengono acquisiti 30 fotogrammi al secondo mentre la fotocamera è attiva. Quando viene scattata una foto, fino a 10 di questi fotogrammi vengono composti per formare un'unica immagine. Gli aggiornamenti software hanno poi introdotto "Night Sight", una modalità che consente di migliorare gli scatti in condizioni di scarsa illuminazione, introdotta per la prima volta sul Pixel 3.

### Software
Al momento del lancio, i dispositivi furono i primi ad eseguire nativamente Android Nougat, distribuito poi ad alcuni Google Nexus nel dicembre 2016, tuttavia alcune funzionalità rimasero esclusive dei Pixel.
I Pixel consentono di effettuare un backup illimitato di Google Foto a risoluzione piena senza limiti di scadenza. L'aggiornamento di novembre 2016 ha implmentato alcune funzionalità di gesture recognition, tra cui il doppio tocco sullo schermo per mostrare le notifiche e la riattivazione dello schermo con il sollevamento del dispositivo.
Google affermò sulle sue pagine di supporto che Pixel e Pixel XL avrebbero ricevuto le nuove versioni di Android fino a ottobre 2018, nonché le patch di sicurezza fino a ottobre 2019. In realtà l'ultima versione, Android 10, è stata distribuita a settembre 2019, mentre le ultime patch a dicembre dello stesso anno.

### Reti cellulari
Tutti i Pixel e Pixel XL sono multi-band.
|                | Bande                |      |      |      |          |          |      |            |      |      |         |                       |         |         |         |         |         |         |
|                | 2G                   | 3G   | 3G   | 3G   | 3G       | 3G       | 3G   | 3G         | 3G   | 3G   |         | 4G                    | 4G      | 4G      | 4G      | 4G      | 4G      | 4G      |
| GSM            | CDMA                 | CDMA | CDMA | CDMA | TD-SCDMA | UMTS     | UMTS | UMTS       | UMTS |      | LTE-FDD | LTE-FDD               | LTE-FDD | LTE-FDD | LTE-FDD | LTE-FDD | LTE-TDD |         |
| USA, CA, PR    | 850, 900, 1800, 1900 | BC   | 0    | 1    | 10       | N/A      | B    | 1, 2, 4, 5 | 8    |      | B       | 1-5, 7, 8, 12, 13, 17 | 20      | 25      | 26, 28  | 29, 30  |         | B 41    |
| Internazionale | 850, 900, 1800, 1900 | BC   | 0    |      |          | B 34, 39 | B    | 1-6        | 8    | 9,19 | B       | 1-5, 7, 8, 12, 13, 17 | 18-21   |         | 26, 28  |         | 32      | B 38-41 |

## Critica
I Pixel hanno ricevuto recensioni contrastanti: alcuni hanno elogiato le loro prestazioni e fotocamere, mentre altri hanno criticato la loro somiglianza alla linea iPhone di Apple in termini di design e prezzo. È stata poi contestata dal alcuni la mancanza della certificazione International Protection per l'impermeabilità.

## Vendite
Nel giugno 2017, Ars Technica ha riferito che il launcher dei Pixel, il Pixel Launcher, aveva totalizzato un milione e cinquecento mila installazioni. Sebbene l'applicazione possa essere installata anche su altri smartphone Android, il dato può essere un'informazione sommaria relativa alle vendite di Pixel e Pixel XL. Nel febbraio 2018, un'analisi dell'International Data Group ha stabilito che Google ha venduto quasi 4 milioni di Pixel di prima generazione e di Pixel 2 nel 2017, il doppio rispetto al 2016 quando riuscì a vendere due milioni di Pixel e Pixel XL in soli tre mesi.

## Problemi
Pixel e Pixel XL hanno sofferto di alcuni problemi, tra i quali:
- Fotocamera posteriore che produce un bagliore eccessivo[44] (risolto con un aggiornamento dell'app Fotocamera di Google);[45]
- Problemi di accoppiamento e di stabilità del Bluetooth[46][47] (risolto da un aggiornamento ai server di Google a marzo 2017);[48][49]
- Problemi di connettività con la banda 4 dell'LTE[50] (risolto con Android 7.1.1);[51]
- Exploit di sicurezza;[52][53]
- "Bolle" che si formano sotto il display del telefono[54] (Google ha sostituito le unità interessate ed avviato un'indagine);
- Distorsione audio e brusco clipping al volume massimo attraverso l'altoparlante del telefono[55] (risolto con Android 7.1.2);[56][57]
- Il software si blocca e non risponde per alcuni minuti[58][59] (risolto con la patch di sicurezza mensile di giugno 2017);[60][61]
- Spegnimento improvviso[62] (fix con Android 7.1.2);
- Problemi di sincronizzazione con i computer MacBook, secondo quanto riferito a causa di un programma di sincronizzazione obsoleto che Google non ha aggiornato dal 2012;[63]
- Microfoni difettosi (Google ha annunciato un programma di sostituzione);[64][65]
- Problemi con il backup di SMS, cronologia chiamate e applicazioni (Google sta esaminando il problema).[66][67]